# Edah

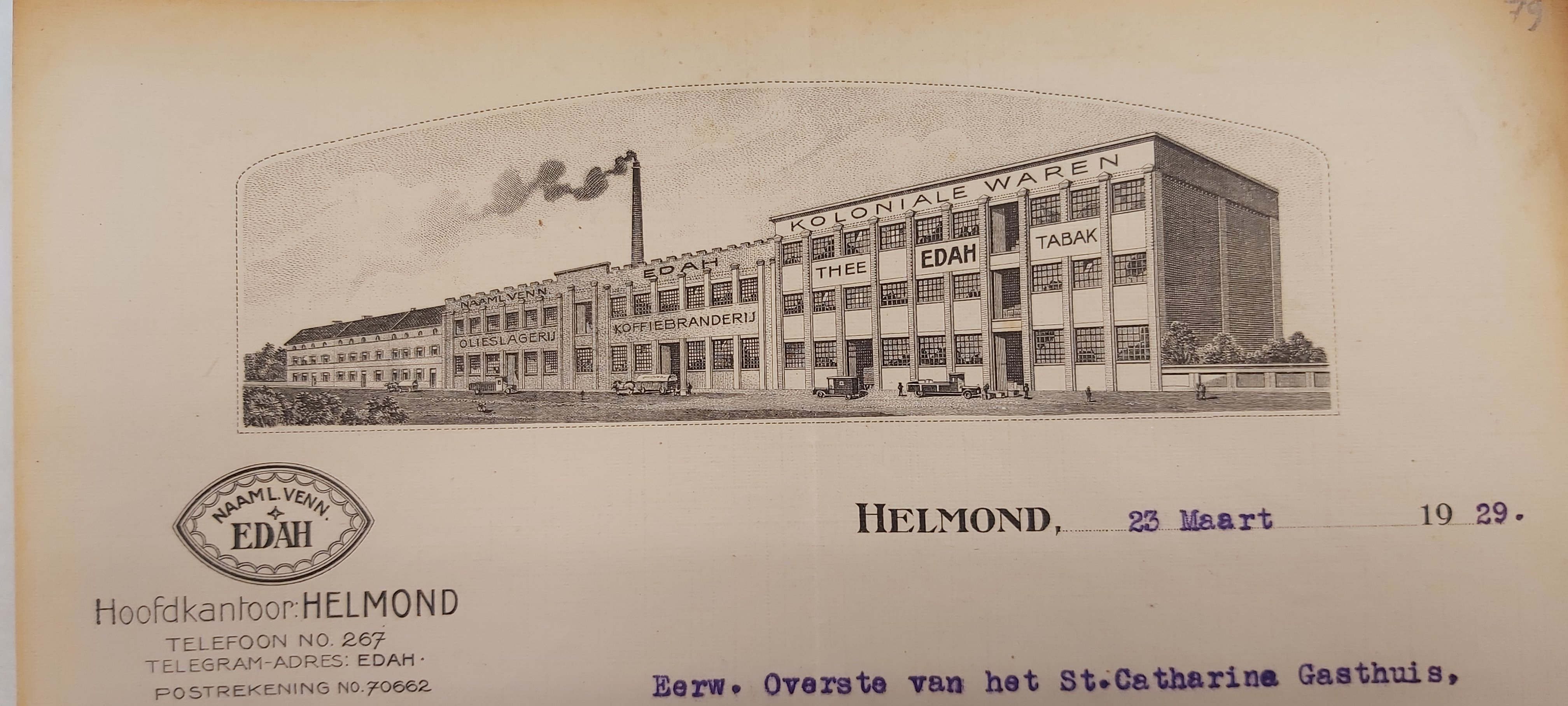
Briefhoofd NV Edah, Helmond. Handel in koloniale waren, filiaalbedrijf, 1929

Edah was oorspronkelijk een samenwerkingsverband van vier regionaal werkende kruideniers in Noord-Brabant dat uitgroeide tot een landelijke Nederlandse supermarktketen. De eerste samenwerking dateert van 1910, een vervolg werd opgericht in 1917, met het hoofdkantoor in Helmond. Het bedrijf had op het hoogtepunt 286 supermarkten, waarvan ongeveer 60 van de formule 'Lekker & Laag'. Mede door een prijzenoorlog met Albert Heijn werd eigenaar Laurus in 2006 gedwongen tot verkoop van alle Edah-supermarkten. Sinds 2008 resteert alleen het Edah Museum in Helmond.

## Geschiedenis

### Ontstaan
Edah staat voor de beginletter van de familienamen van de vier oprichters: Ebben, Dames, Aukes en Hettema, allen uit Friesland afkomstige kruideniers die zich begin 20ste eeuw in diverse steden in Noord-Brabant vestigden. Zij kochten gezamenlijk in en verkochten een deel van hun assortiment onder de merknaam EDAH die in 1906 notarieel werd vastgelegd. Vervolgens richtten zij in 1910 een eerste gezamenlijk inkoopcombinatie op onder dezelfde naam, Edah, gevestigd in Helmond. Deze vier ondernemers wilden met behulp van de Friese koffiebrander Douwe Egberts als samenwerkende kruideniers tegenwicht bieden tegen de opkomende grootwinkelbedrijven als De Gruyter. Het devies was 'prima kwaliteiten tegen de laagst mogelijke prijzen': grootschalig inkopen, kostenbeheersing en efficiënt werken om de laagst mogelijke prijzen te kunnen handhaven. In 1912 telde de combinatie 30 winkels gevestigd in Brabant en Limburg, met uitzondering van Dreumel (Gelderland) en Bolsward (Friesland). In 1917 volgde een nieuwe naamloze vennootschap waarin Dames niet meer deelnam en in 1922 verliet Ebben de inkoopcombinatie. De families Aukes en Hettema, tevens de grootaandeelhouders, bepaalden vanaf die jaren het beleid.

### Groei
Na de Eerste Wereldoorlog steeg de welvaart en dat speelde kruideniers in de kaart. In de periode tussen de beide wereldoorlogen groeide Edah vooral door overname van andere kleinere kruideniersketens in Brabant en Limburg, waardoor het bedrijf in 1929 de grens van honderd filialen passeerde. De jaren vijftig en zestig waren tumultueus voor de kruideniersbranche. Aan het roer van Edah kwam de tweede generatie Aukes en Hettema te staan. In die periode kwamen de zelfbedieningswinkels en supermarkten op. Edah werd in een snel tempo omgebouwd tot een echte discountketen. Eind jaren vijftig waren er 125 Edah-winkels, in 90 plaatsen en telde het bedrijf een 1000 werknemers.

### Eigen productie
Bij de oprichting van de vennootschap in 1917 nam men een bestaand bedrijfsgebouw aan de Zuid-Willemsvaart te Helmond in gebruik als kantoor en magazijn. Daarbij en in de nabijheid verrees de nodige nieuwbouw of werden bestaande bedrijfspanden overgenomen die vooral gebruikt werden om de eigen productieactiviteiten onder te brengen. Zo ontstond al binnen enkele jaren een scala daaraan, zoals in 1920 een koffiebranderij en -maalderij. Verder was er een theemengerij, voermengerij, puddingfabriek (1936), limonadefabriek, sodafabriek (1934) en (circa 1950) slagerij naast een centrale slagerij te Hoensbroek (1953). Ook nam Edah een bestaande margarinefabriek in Wijchen over. In 1935 waren in de productiebedrijven te Helmond 132 personen werkzaam. De eigen koffie van Edah werd in de naoorlogse periode actief gepromoot, sinds 1957 met toepassing van een Amerikaanse manier van branden, Aerotherm.

### Expansie
In de periode 1970-1975 vonden veel overnames plaats, Edah wilde uitbreiden op nationaal vlak. Een grote mogelijkheid deed zich in 1973 voor: naast de overname van de 27 winkels van André van Hilst BV kon van Koninklijke Scholten-Honig de 150 filialen plus het magazijn van het noodlijdende Coop worden overgenomen. Daarmee werd Edah de tweede kruideniersketen in Nederland. Er volgde expansie met agressieve prijscampagnes. De totale discountomzet groeide sterk in Nederland en Edah was daarin de grote winnaar met, tot in het begin van de jaren tachtig, een extra groei die ver uitstak boven het landelijke gemiddelde.

### Overname en fusie
In 1976 kwam een einde aan een familietraditie toen Edah onder de vlag van V&D verder ging. Anton Dreesmann voegde daarmee een 'kruidenierspoot' toe aan zijn imperium. Edah werkte toen al met verschillende winkelformules. Basismarkt en Torro waren nieuw in de markt en Edah kocht de grote Autoramafilialen in het noorden van het land. Het hoofdkantoor te Helmond groeide navenant qua bezetting en huisvesting. In 1982 en 1984 kwamen nieuwe gebouwen in gebruik. Het totale personeelsbestand bedroeg primo 1984 12.000. In 1987 werd Edah BV omgevormd tot Vendex Food Groep BV. Onder die vlag werkten voortaan de verschillende winkelformules (met Edah als grootste en belangrijkste) verder als zelfstandige werkmaatschappijen.
In 1998 fuseerde de Vendex Food Groep waartoe Edah behoorde met De Boer/Unigro tot het Laurusconcern.

### Torro

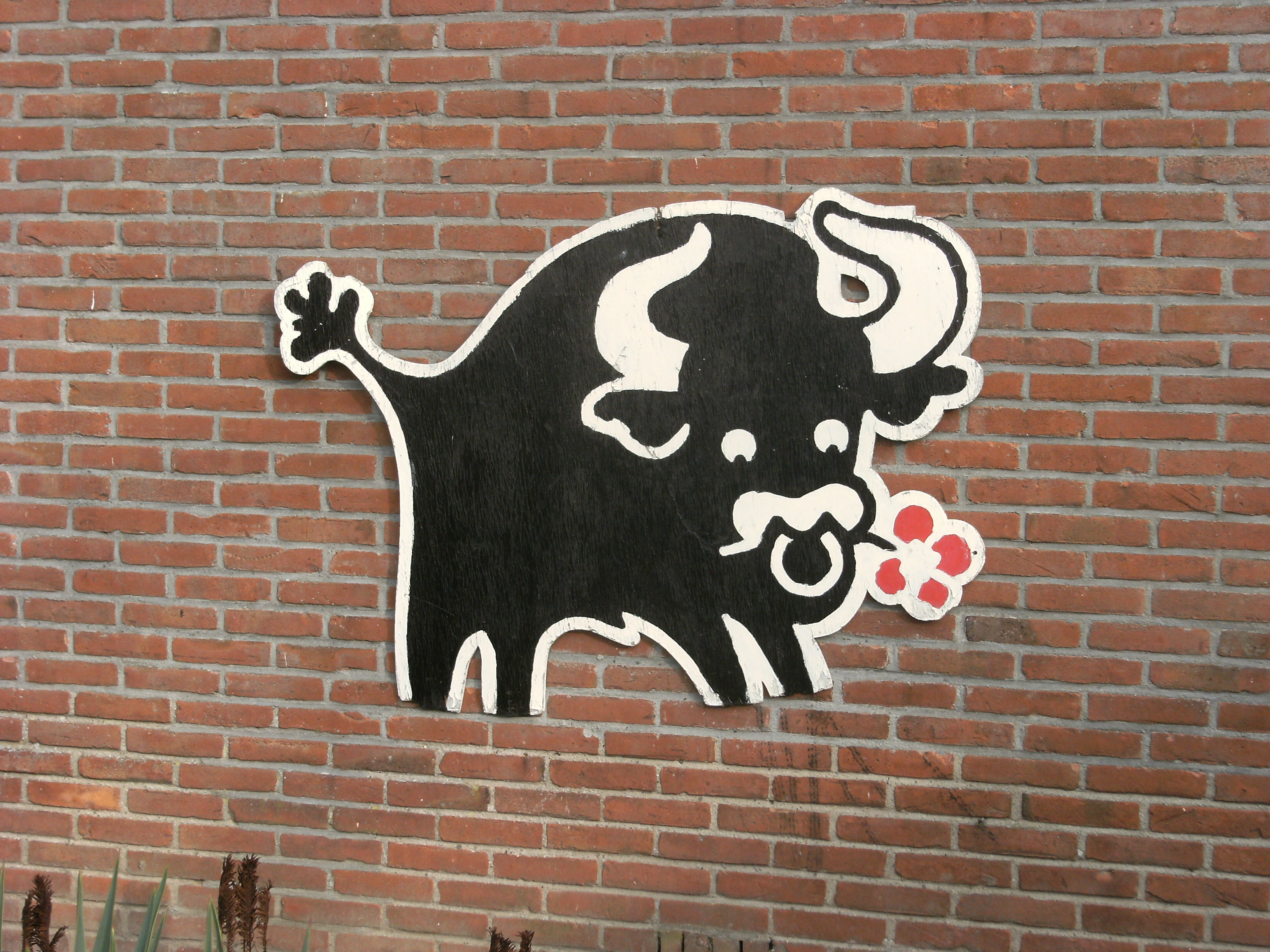
Torro-logo

De Torroformule bestond uit grote supermarken met een uitgebreid versassortiment. Er was een vestiging in Helmond, waar ook het hoofdkantoor van het moederconcern Edah gevestigd was. Daarnaast waren er winkels in onder andere Enschede, Huizen, Vlissingen, Tilburg, Breda, Schijndel, Veldhoven, Hulst, Oosterhout, Brunssum, Harderwijk, Hoogezand-Sappemeer, Eindhoven, 's-Hertogenbosch, Oss, 
Geleen, Sittard, Maastricht, Drachten, Drunen, Nijmegen, Hoogeveen, Doetinchem, Ede, Uden, Utrecht, Wageningen, Winschoten, Veenendaal, Venray, Veghel alsmede zeven winkels in Zuid-Holland (onder andere in Hellevoetsluis). In 1994 werden de winkels door eigenaar Vendex omgebouwd naar de formules Edah en Konmar, omdat de winkelformule met 17 winkels niet meer levensvatbaar was. Een geplande winkel in Landgraaf is er nooit gekomen aangezien nog voor de realisatie besloten werd hier een Edahwinkel van te maken.

### Ondergang
Op 29 mei 2006 werd bekendgemaakt dat het grootste gedeelte van het Edahconcern werd verkocht aan S&S Winkels. Hier waren ook de meeste winkels van Edah bij betrokken. Het hoofdkantoor in Helmond ging op 6 september 2007 dicht, evenals het distributiecentrum in Someren. In dezelfde maand sloten ook de laatste Edahfilialen, op 23 juni 2008 sloot de laatste Edah zijn deuren in de woonwijk Angelslo in Emmen. In totaal werden honderden werknemers overbodig.

## Edah Museum
Het Edah Museum is opgericht door oud-directeur Thieu de Wit en draait volledig op vrijwilligers. Na de sluiting van de supermarkten hebben vrijwilligers oude artikelen en inventarissen van Edah verzameld en in een museum ondergebracht. In het museum zijn ook verwijzingen naar andere kruideniersformules en supermarktketens als Konmar, Basismarkt, Torro en VéGé te vinden. Na de sluiting van Edah bleef het Edah Museum tot oktober 2018 gevestigd direct naast het voormalige hoofdkantoor. Een ambitieus plan om uit te groeien tot een nationaal levensmiddelenmuseum leed schipbreuk. Het museum is verhuisd en sinds 2021, als onderdeel van de Helmondse Cultuurroute,weer open en op vrijdagmiddag, zaterdag en de 1e zondag van de maand te bezoeken.